# Câmara isobárica

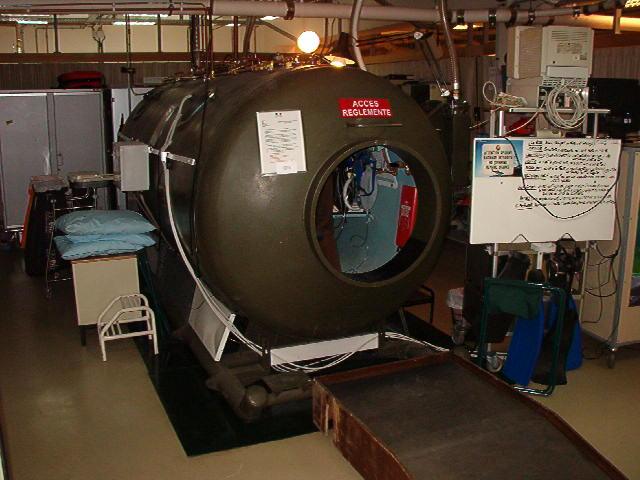
Câmara hiperbárica

Câmara isobárica ou câmara hiperbárica ou tanque isobárico é um equipamento que permite manter a pressão interna constante ou controlada. Trata-se de um compartimento selado, para onde é bombeado ar comprimido, ou mistura respiratória, por meio de compressores.
O aumento da pressão é proporcional à quantidade de ar forçado para dentro do compartimento. Na sua forma mais simples, é um tubo cilíndrico de metal, com larguras diferenciadas quanto ao uso. A porta possui vedações perfeitas que permitem a pressurização do ar e, três níveis absolutos: Normobárico (uma atmosfera); Superbárico (duas atmosferas); e, Hiperbárico (acima de duas atmosferas).
A maioria das câmaras opera em pressões que variam de 1,5 a 3 vezes a atmosfera normal. Embora as câmaras suportem pressões muito mais elevadas, não são usadas pressões maiores do que três atmosferas absolutas. Enquanto o ar é comprimido, sua densidade e concentração aumentam.

## Utilização

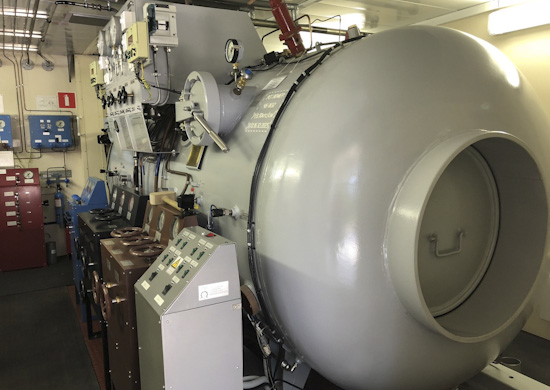
Barocomplex de mergulho "Salvador" da Frota Russa do Pacífico

A câmara isobárica é largamente utilizada por mergulhadores nos trabalhos que exigem longos períodos de imersão a grandes profundidades. Isso porque existe uma relação entre a profundidade do mergulho e o tempo de permanência para que não haja riscos para a saúde do mergulhador. Ao ultrapassar esses limites o mergulhador deve retornar à superfície seguindo os procedimentos constantes na "Tabela de Descompressão" a fim de re-equilibrar seu corpo à pressão normal de uma atmosfera e evitar uma embolia gasosa.
É utilizado também na a fabricação de diversos produtos, inclusive bebidas como o champagne.